# Oisy-le-Verger
Oisy-le-Verger | é uma comuna francesa na região administrativa de Altos da França, no departamento de Pas-de-Calais. Estende-se por uma área de 11,36 km². Em 2010 a comuna tinha 1 222 habitantes (densidade: 107,6 hab./km²).